# Фусими (Киото)
Район Фусими (яп. 伏見区, ふしみく [ɸuɕimʲi ku]) — район города Киото префектуры Киото в Японии. По состоянию на 1 июля 2012 года население района составило 283 229 человек, плотность населения — 4600 чел / км ².

## Название
Название происходит от местности Фусими, названной в честь одноименной горы и расположенной южнее средневекового Киото.

## История
- 1594 — основано поселение Фусими у одноименного замка, построенного Тоётоми Хидэёси.
- 1868 — состоялась битва при Тоба — Фусими в ходе гражданской войны Босин.
- 1 мая 1929 — образован город Фусими путём повышения статуса деревни Фусими уезда Кии.
- 1 апреля 1931 — образован административный район Фусими города Киото на основе следующих населенных пунктов: города Фусими, деревни Фукакуса[2], села Симо-Тоба[3], деревни Ёко-Одзи[4], села Нассё[5], села Хориути[6], села Мукаидзима[7], села Такэда[8] уезда Кии, а также села Дайго[9] уезда Удзи.

## Достопримечательности
- Замок Фусими
- Синтоистское святилище Фусими-Инари-тайся